# Minnigerode (Adelsgeschlecht)

Wappen derer von Minnigerode

Minnigerode ist der Name eines alten niedersächsischen Adelsgeschlechts. Die Familie, deren Zweige zum Teil bis heute bestehen, gehört zum Eichsfelder Uradel.

## Geschichte

### Herkunft
Einer Sage nach war der ursprüngliche Name des Geschlechts Rieme und Stammvater der Römer Don Otto Corrigia (von lateinisch corrigia: Riemen). Er soll als Lohn für seine Tapferkeit das in der Grafschaft Schwarzburg gelegene Gericht Allerberg (heute Ortslage in Zwinge) erhalten haben. Sein Nachkomme Johann II. erhielt Ende des 13. Jahrhunderts von der Äbtissin zu Quedlinburg die im Eichsfeld gelegenen Dörfer Mingerode (oder Minnigeroda) und Breitenberg bei Duderstadt als Lehn und nannte sich nach ersterem. Darüber hinaus bildeten sie eine enge Stammesverwandtschaft mit den Herren von Bockelnhagen und Esplingerode.
Erstmals erwähnt wird die Familie bereits Anfang des 13. Jahrhunderts mit Heidenricus de Minnigerod, der im Jahre 1203 urkundlich erscheint. Mitglieder nannten sich im 13. Jahrhundert „nobiles viri“ und waren vom 13. bis zum 14. Jahrhundert an der Reichsvogtei zu Goslar beteiligt. Die Burg Allerburg fand 1266 urkundliche Erwähnung als Sitz der Herren von Minnigerode. Im 14. Jahrhundert wurde die Burg ausgebaut und gelangte nach Erbstreitigkeiten zum größten Teil an die Grafen von Schwarzburg.
Eine Stammreihe beginnt um 1400 mit dem Ritter Hans von Minnigerode, Rat des Herzogs von Braunschweig, der 1353 bis 1436 in Urkunden genannt wird.

### Ausbreitung und Linien

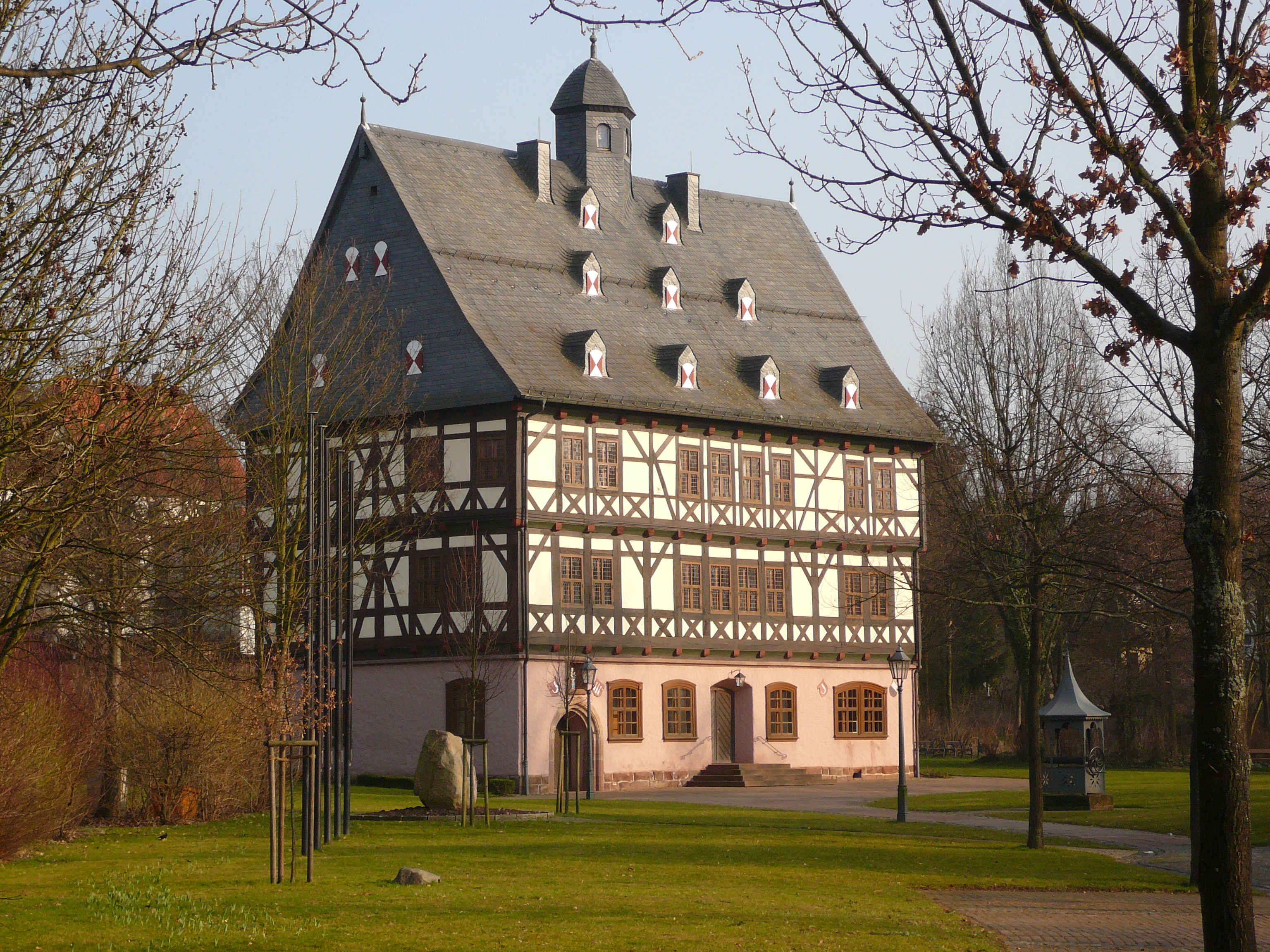
Herrenhaus in Gieboldehausen, ehemaliger Burgmannensitz derer von Minnigerode

Schloss Wollershausen

Der älteste grubenhagensche Lehnbrief ist von 1428. Die Minnigerodes waren Burgmänner der Reichsburg Friedberg in der Wetterau seit 1686.
Die Familie teilte sich in zwei Linien. Die Jobst-Linie die von Hans (1468–1529) begründet wurde und die sich wiederum in die Zweige zu Silkerode und zu Bockelnhagen aufspaltete. Stammvater der Zweiglinie zu Silkerode war Hans Caspar (1560–1602) und der Begründer des Bockelnhagener Zweiges Hans (1545–1611). Die Linie Bockelnhagen schied sich in die Häuser von dem Schulenberge, auf dem Hohenhause, auf dem Oberhofe und zu Wollershausen. Christian Ernst von Minnigerode wurde am 30. September 1704 zum Johanniterritter geschlagen.
Die Franz-Linie wurde von Hans dem Römer (1473–1552) begründet. Sie teilte sich in die Äste zu Schadeleben, begründet von Freiherr Wilhelm (1806–1853), und zu Neuhoff.
In den Jahren 1620 bis 1750 wurden fünf Angehörige der Familie das Amt des Oberforst- und Oberjägermeisters im Herzogtum Hessen-Darmstadt übertragen. Später traten zahlreiche Angehörige des Geschlechts in königlich preußischen Staats- und Militärdienste und konnten auch in Schlesien und im Halberstädtischen Grundbesitz erwerben. Im Königreich Hannover gehörte die Familie wegen des Besitzes der Rittergüter Wollershausen und Gieboldehausen zum ritterschaftlichen Adel der calenbergisch-göttinger-grubenhagischen Landschaft.
Ein seit dem 16. Jahrhundert bestehender Familienverband wurde nach der Lehnsaufhebung 1889 neu gegründet, wobei neben das Seniorat ein Familienvorstand trat.

### Standeserhebungen
Hans von Minnigerode, gräflich schwarzburger Oberjägermeister, wurde im Oktober 1693 von Graf Christian Wilhelm von Schwarzburg-Sondershausen als kaiserlicher Hofpfalzgraf der Ritterstand bestätigt.
Im Königreich Preußen wurde der schon lange gewohnheitsrechtlich getragene Freiherrtitel am 6. Oktober 1877, für die Franz-Linie und am 18. August 1894 für die Jobst-Linie durch Heroldsamtsreskript anerkannt.

### Bürgerliche Zweige
Das Eichsfelder Uradelsgeschlecht von Minnigerode ist stammesverwandt zu zwei bürgerlichen Zweigen, die von Johann Henrich Benjamin Minnigerode (1739–1789) begründet wurden. Er war der uneheliche Sohn von Heinrich von Minnigerode (1692–1749), hessen-darmstädter Oberforst- und Oberjägermeister und Geheimrat. Benjamins Urgroßvater mütterlicherseits, Johann Bast, war 30 Jahre Scharfrichter in Gießen. Seine Nachkommen waren unter anderem der hessische Jurist und Beamte Ludwig Minnigerode und dessen Sohn der Politiker Karl Minnigerode.

## Wappen

### Stammwappen
Das Stammwappen zeigt in Rot einen rechtsgestellten fünfzackigen silbernen Angelhaken. Auf dem Helm mit rot-silbernen Decken ein Weidenkorb, aus dem fünf natürliche Pfauenfedern hervorgehen, die mit zehn (4,3,2,1) abwechselnd roten und silbernen Rosen derart belegt sind, dass jede Reihe mit einer silbernen Rose endet.
Der Wahlspruch lautet: „Ense et aratro“ (lat.- mit Schwert und Pflug).

### Orts- und Gemeindewappen
Elemente aus dem Wappen der Familie Minnigerode erscheinen noch heute in einigen thüringischen Orts- und Gemeindewappen.

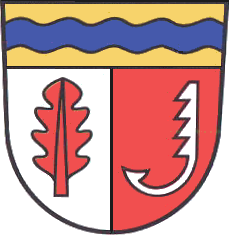
Wappen der Gemeinde Silkerode
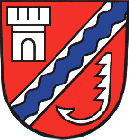
Wappen der Gemeinde Bockelnhagen
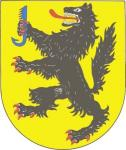
Wappen der Gemeinde Wollershausen

## Bekannte Familienmitglieder
- Heinrich von Minnigerode (1462), Burgvogt zu Gieboldehausen[6]
- Johannes von Minnigerode (der Ältere) (1495), Burgvogt zu Gieboldehausen[7]
- Hans von Minnigerode (der Jüngere) (1521–1532), Burgvogt zu Gieboldehausen[7]
- August Friedrich von Minnigerode (1687–1747), Forst- und Staatsmann in Hessen-Darmstadt
- Ludwig von Minnigerode (1820–1882), Gutsbesitzer und Politiker, Mitglied im preußischen Herrenhaus
- Wilhelm von Minnigerode (1840–1913), Reichstagsabgeordneter
- Bernhard von Minnigerode (1852–1910), Majoratsherr, Rittergutsbesitzer und Mitglied des Deutschen Reichstags
- Heinrich von Minnigerode (1885–1950), Rechtshistoriker
- Gunther von Minnigerode (1929–1998), Physiker